# Пантелеев, Алексей Борисович
Алексе́й Бори́сович Пантеле́ев (род. 2 февраля 1959, Самара) — российский чиновник и парламентарий, член Совета Федерации, бывший вице-губернатор Московской области.

## Биография
Пантелеев Алексей Борисович родился 2 февраля 1959 года в городе Куйбышеве (ныне Самара). Отец — военнослужащий, мать — медицинский работник.
Кандидат в мастера спорта по лёгкой атлетике.
С 1976 по 2000 год — служба в армии.
Служил в Главном оперативном и Главном разведывательном управлениях, а также в Министерстве иностранных дел и в Государственной Думе Российской Федерации.
Имеет три высших образования: Московское высшее общевойсковое командное училище им. Верховного Совета РСФСР (с золотой медалью), Военная академию им. М. В. Фрунзе (с золотой медалью), Академия государственной службы (юридическое образование).
С 2000 по 2001 год — руководитель аппарата Правительства Московской области.
С 2001 по 2002 год — заместитель Председателя Правительства Московской области.
С 2002 по 2003 год — Первый заместитель Председателя Правительства Московской области.
С 24 декабря 2003 до июня 2009 — Вице-губернатор Московской области (формально отправлен в отпуск, по окончании которого 2 октября 2009 оставил пост, 18 июня Мособлдума утвердила в должности вице-губернатора другого человека — Константина Седова).
24 июня 2009 решением Собрания депутатов Ненецкого автономного округа избран членом Совета Федерации ФС РФ (полномочия признаны Советом Федерации 18 июля 2009).
Супруга — преподаватель в школе. Дочь окончила факультет иностранных языков МГУ. Сын — студент вуза.
9 февраля 2012 года был отозван депутатами Собрания депутатов Ненецкого автономного округа большинством голосов «в связи с необходимостью работы Алексея Борисовича на других участках»

## Награды
- Орден «За заслуги перед Отечеством» IV степени (2008 год)
- Орден Почёта (2005 год)
- Медаль «За заслуги в проведении Всероссийской переписи населения» (2002 год)
- Медаль «В память 1000-летия Казани» (2005 год)
- Медаль «За отличие в воинской службе» I степени (1988 год)
- Медаль «70 лет Вооруженных Сил СССР» (1988 год)
- Медаль «За заслуги в проведении Всероссийской сельскохозяйственной переписи 2006 года» (2006 год)
- Орден Ивана Калиты (Московская область, 29 января 2009 года)[3]
- Орденский знак «Во славу законности» (Московская область, 23 сентября 2004 года)[4]
- Медаль ордена Ивана Калиты (Московская область, 31 января 2008 года)[5]
- Знак отличия «За заслуги перед Московской областью» (18 января 2007 года)[6]